# Guayabal Grande
Guayabal Grande är en ort i Mexiko.   Den ligger i kommunen Tantoyuca och delstaten Veracruz, i den sydöstra delen av landet, 240 km norr om huvudstaden Mexico City. Guayabal Grande ligger 117 meter över havet och antalet invånare är 287.
Terrängen runt Guayabal Grande är platt. Runt Guayabal Grande är det ganska tätbefolkat, med 72 invånare per kvadratkilometer. Närmaste större samhälle är Tantoyuca, 8,4 km sydväst om Guayabal Grande. Trakten runt Guayabal Grande består till största delen av jordbruksmark.